# 延森冰原島峰
73°4′S 66°5′W / 73.067°S 66.083°W
延森冰原島峰（英語：Jensen Nunataks），是南極洲的冰原島峰，位於帕爾默地，處於旺山東北面50公里，美國地質調查局根據測量和該國海軍的空中照片繪入地圖，現時由南極條約體系管理。